# 綠領控股
綠領控股集團有限公司，簡稱綠領控股集團或綠領控股，前身為綠色環境資源有限公司和北亞資源控股有限公司（英語：Green Leader Holdings Group Limited，港交所：0061），現時主要經營蒙古採礦行業之策略投資。現時董事局主席為謝南洋。
在2010年，進行股份合併、削減股本、股份拆細、註銷股份溢價，同時又收購北亞資源集團有限公司，主要資產是蒙古首都烏蘭巴托西南方地區，主要經營金屬礦類別的，Golden Pogada LLC，也就是已出售Huge Value Development Limited，以及Quest Asia Development Limited，上述兩家公司是主要經營農業業務及土地保育。
出售鐵礦業務，同時以總代價46.62億元向胡潤榜富豪張三貨收購西山煤炭業務，張三貨將因此取得公司的控股權出售鐵礦業務，同時以總代價46.62億元向胡潤榜富豪張三貨收購西山煤炭業務，張三貨將因此取得公司的控股權。
2017年9月1日，由「北亞資源控股有限公司」更名為「綠領控股集團有限公司」，而英文由「North Asia Resources Holdings Limited」更名為「Green Leader Holdings Group Limited」。
209年6月19日，綠領控股公布，以740萬美元出售柬埔寨木薯澱粉廠全部股份及貸款予獨立第三者，料錄利潤61.9萬元。該集團指，該廠去年虧損約290萬元，而出售該廠主因未來全球經濟不明朗，現時乃撤資良機，藉此重新分配資源，計劃將所得款項用於一般營運資金及償還債項。。

## 連結
- greenleader.hk （页面存档备份，存于）